# نيشان الامتياز لألبرتا
نيشان الامتياز لألبرتا ( (بالفرنسية: Ordre d’excellence de l’Alberta)‏ ) هو شرف مدني للجدارة في مقاطعة ألبرتا الكندية. تأسس في عام 1979 عندما منح نائب الحاكم فرانك سي لينش ستونتون الموافقة الملكية لقانون التميز في ألبرتا ، 
يُدار الأمر من قبل الحاكم في المجلس ويهدف إلى تكريم سكان ألبرتا الحاليين أو السابقين لإنجازاتهم البارزة في أي مجال ،   يتم وصفه على أنه أعلى وسام شرف بين جميع المجالات الأخرى التي يمنحها التاج الكندي في حق ألبرتا . 

## الهيكل والتعيين
يهدف وسام التميز في ألبرتا إلى تكريم أي مقيم حالي أو سابق في ألبرتا منذ فترة طويلة أظهر مستوى عالٍ من التميز والإنجاز الفردي في أي مجال ، حيث «قدم خدمة بأكبر قدر من التميز والتميز الفردي لصالح أو نيابة عن من سكان ألبرتا».  تعد الجنسية الكندية أحد المتطلبات ،  وأولئك الذين يتم انتخابهم أو تعيينهم كأعضاء في هيئة حكومية غير مؤهلين طالما أنهم يشغلون مناصب. يمكن إدخال 10 أشخاص فقط كل عام ،  الرغم من أن الترشيح قد يظل مطروحًا على المجلس للنظر فيه لمدة سبع سنوات. 
تبدأ عملية العثور على الأفراد المؤهلين مع الطلبات المقدمة من الجمهور إلى مجلس ألبرتا وسام التميز ، والذي يتكون من ستة أفراد دون تأهيل مسبق يعينهم نائب الحاكم ويجتمع مرة واحدة سنويًا لتقديم توصياته المختارة إلى نائب الملك في شهر يونيو من كل عام ؛   لا يتم قبول الترشيحات بعد وفاته.  الحاكم الملازم ، الذي يكون بحكم منصبه عضوًا ومستشارًا من وسام التميز في ألبرتا ويظل عضوًا بعد مغادرته مكتب نائب الملك ،   ثم يقوم بإجراء جميع التعيينات في الدرجة الفردية للزمالة من خلال خطابات براءة اختراع تحمل دليل توقيع نائب الملك وختم المقاطعة الأكبر.   بعد ذلك ، يحق للأعضاء الجدد استخدام الأحرف الاسمية AOE وإضافة صورتهم إلى معرضين . 

## الشارة
عند القبول في وسام التميز في ألبرتا ، في حفل أقيم في مقر الحكومة في إدمونتون ، يتم تقديم شارة النظام للأعضاء.  وفقًا للائحة Insignia ، التي تنص على تصميم شارات وشريط الطلب وكيفية ارتدائها ، فإن الشعار الرئيسي للطلب هو 51 مليمتر (2.0 بوصة) ميدالية ذهبية عريضة على شكل نقش صليب ، مع أذرع متساوية البعد تتكون من مينا زرقاء شفافة فوق ذهبية منقوشة لتشبه قمح البراري . تم وضع هذا الصليب بين قرص ذهبي مصقول عليه ورود وأوراق ورد ، ودائرة أخرى بشعار النبالة لألبرتا على خلفية من المينا الحمراء ، وتحيط بها دائرة بيضاء تحمل الكلمات وسام التميز ألبرتا . على الجانب الخلفي توجد ورقة قيقب مدعومة بحزمة من القمح.  الشريط مزخرف بخطوط عمودية بالأزرق ، والعنابي ، والأبيض ، والذهبي ،  مما يعكس الألوان داخل شعار النبالة الإقليمي ؛ يرتدي الرجال الميدالية المعلقة من هذا الشريط عند الياقة ، بينما تحمل النساء رصيعتهن على القوس الشريطي في الصدر الأيسر. يحصل الأعضاء أيضًا على دبوس طية صدر السترة لارتدائه على الملابس غير الرسمية. 

## روابط خارجية
- وسام التميز من ألبرتا